# Стасіс Раштікіс
Стасіс Раштікіс (лит. Stasys Raštikis; 13 вересня 1896, Куршенай, Ковенська губернія — 3 травня 1985, Лос-Анджелес, США) — литовський військовий діяч; генерал, з 1935 по 1940 рік — головнокомандувач литовської армії.

## Життєпис
Стасіс Раштікіс народився 13 вересня 1896 в Куршенаї, проте скоро його сім'я переїхала до містечка Дукштас, де його батько влаштувався пономарем. Там Стасіс закінчив початкову школу, після якої навчався у Зарасайській прогімназії. У той час Литва була частиною Російської імперії. І у розпал Першої світової війни у 1915 році молодий Раштікіс записався добровольцем до Російської армії. Він воював в Литві, Галичині. Після підготовки у Тулі його полк відправили на Румунський фронт. Після закінчення підготовчих курсів в 10-й армії Раштікіс отримав звання унтер-офіцера і був відправлений на подальше навчання до Тифліського військового училища, яке закінчив у 1917 році зі званням прапорщика і до завершення війни перебував на Кавказькому фронті.
З початком Російської революції російська армія почала деморалізуватись і розвалюватися, тому Раштікіс почав шукати шляхи повернення додому. У цей час литовський представник на Кавказі Пранас Дайліде отримав дозвіл від німців на пересування литовських біженців та військовослужбовців територією, контрольованою Німеччиною. На кораблі військовик дістався з Поті до Констанци, після чого провів два тижні на карантині у таборі полонених в Пітешті. В Литву Раштікіс повернувся у червні 1918 року і вступив до Каунаської духовної семінарії.
У 1918 році почалася війна за незалежність Литви, і литовці вимушені були швидко організовувати власну армію шляхом мобілізації військових офіцерів. У 1919 році колишній російський офіцер пішов добровольцем до створеного Казисом Шкірпою Вільнюського батальйону, що був пізніше реорганізований у 5-й піхотний полк імені Великого князя Литовського Кястутіса. Раштікіс брав активну участь у боях з поляками і росіянами в районах Зарасая, Жежмаряя, Вієвіса, Авіляя, Даугавпілса. В боях за Тармунтас з більшовиками був двічі важко поранений у плече та ногу. Після другого поранення потрапив у більшовицький полон, перебував у таборі під Тулою, в московських в'язницях.
У 1921 році, після обміну полоненими, Стасіс Раштікіс повернувся до Литви і продовжив службу інструктором у тому ж 5-му піхотному полку, який базувався на польсько-литовському кордоні. У березні 1922 року його перевели до розвідувального відділу генштабу. Працюючи, він відвідував вечірню школу і отримав диплом про закінчення старшої школи. У 1925 році Раштікіс вступив до Каунаського університету. В результаті Військовий переворот 1926 року військовик за сприяння Повіласа Плехавічюса отримав посаду директора розвідувального відділу. 1 серпня 1927 року отримав звання майора.

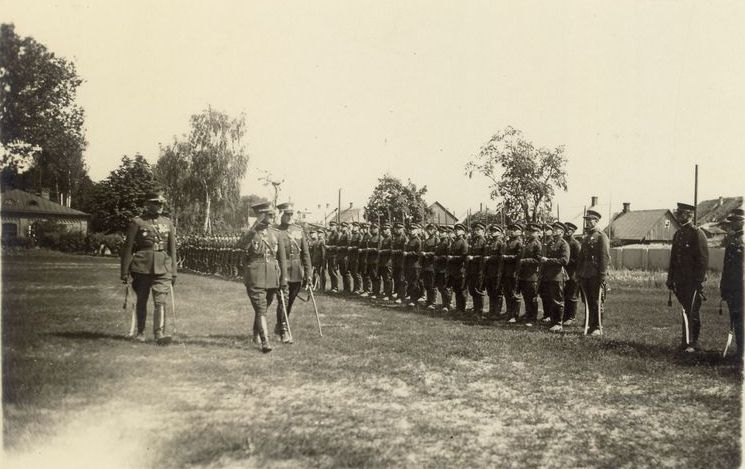
Раштікіс оглядає литовські війська.

У червні 1929 року Раштікіс одружився з Еленою Марією — небогою президента Антанаса Смятони. У тому ж році він закінчив навчання на відділенні ветеринарії Каунаського університету, після чого з початку 1930-го до 1932 року проходив офіцерські курси генерального штабу Рейхсверу. Курсів він не закінчив, проте отримав рекомендацію, яка дозволила працювати в Генштабі. Після завершення навчання швидко ріс по службі — спочатку був заступником командира 3-го піхотного полку, потім — командиром 5 піхотного полку, начальником штабу 3-ї дивізії.

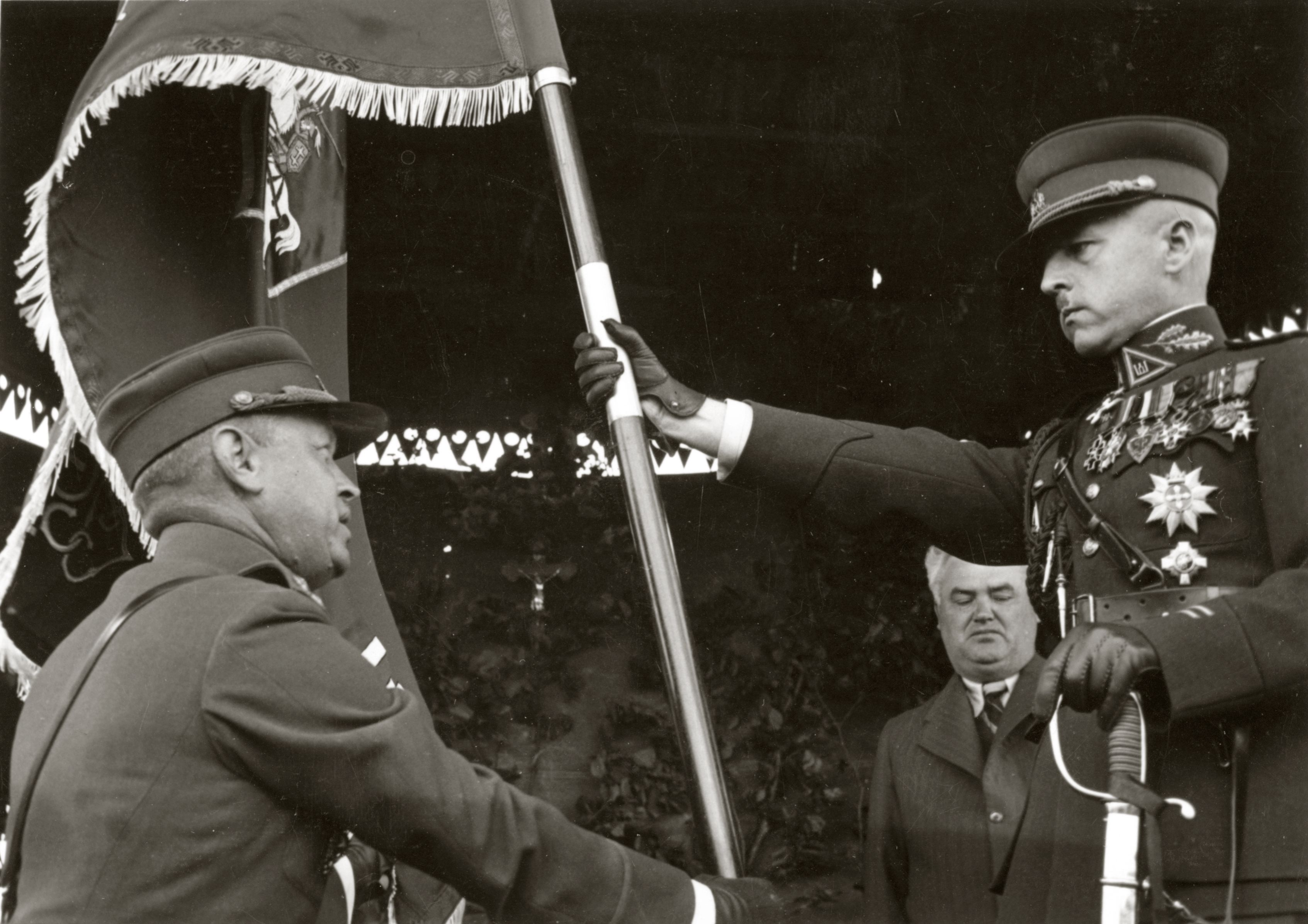
Раштікіс із прапором Збройних сил Литви на церемонії у 1939 році.

У 1934 році став начальником Генерального штабу. З 23 листопада 1934 — полковник. У 1937 році президент Антанас Смятона присвоїв йому звання бригадного генерала. Першим завданням Раштікіса на посаді командира Генерального штабу було проведення військової реформи. Близько місяця він, разом з іншими офіцерами, готував пропозицію, в якій було підкреслено необхідність модернізації усіх родів військ. В той самий час структура керівництва була реформована для більш чіткого розмежування обов'язків і відповідальності між Міністерством оборони та Генеральним штабом. Була створена нова посада командуючого збройними силами, яку 1 січня 1935 року зайняв сам Раштікіс. Проти реформи виступав міністр фінансів Юозас Тубяліс, адже вона потребувала додаткових видатків, які на той час вже становили 18-19 % бюджету Литви. Проте президент Смятона схвалив усі реформи, за винятком запропонованого військового союзу з Латвією та Естонією.

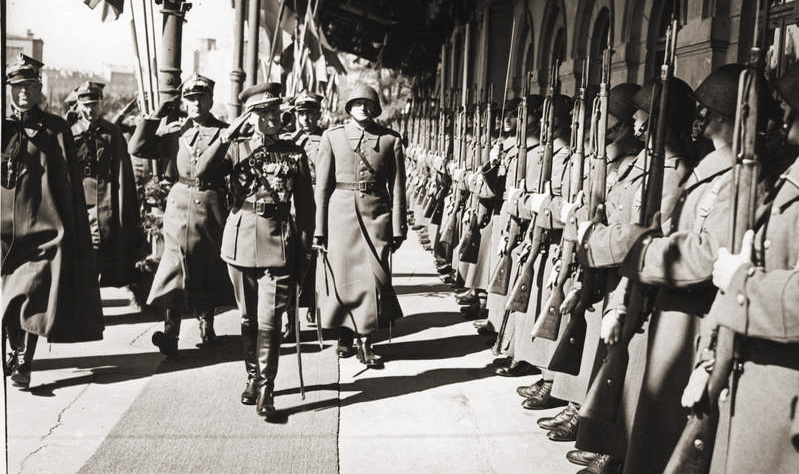
Раштікіс під час візиту до Польщі у 1939 році.

З початком Другої світової війни Литва проголосила нейтралітет. Проте 17 вересня 1939 року, коли СРСР вторгся до Польщі, Литва під приводом того, що військові дії проходять у безпосередній близькості до її кордонів, почала мобілізацію. Проте через нестачу фінансів мобілізацію довелося зупинити вже 2 жовтня. У той же час почалися переговори по Радянсько-литовському договору про взаємодопомогу: СРСР обіцяв віддати Литві частину захопленого у Польщі Віленського краю, в обмін на дозвіл базування 20,000 радянського військового контингенту на території Литви. Раштікіс був членом литовської делегації до Москви.
У листопаді 1939 року Йонаса Чярнюса на посаді прем'єр-міністра змінив Антанас Мяркіс — давній послідовний критик Стасіса Раштікіса. У той самий час Раштікіс, підтримуваний християнсько-демократичною опозицією, набув у суспільстві великої популярності. У 1940 році, довгого конфлікту амбіцій з президентом, Раштікіс подав у відставку. 23 квітня 1940-го Смятона підвищив головнокомандувача до звання бригадного генерала і прийняв відставку.

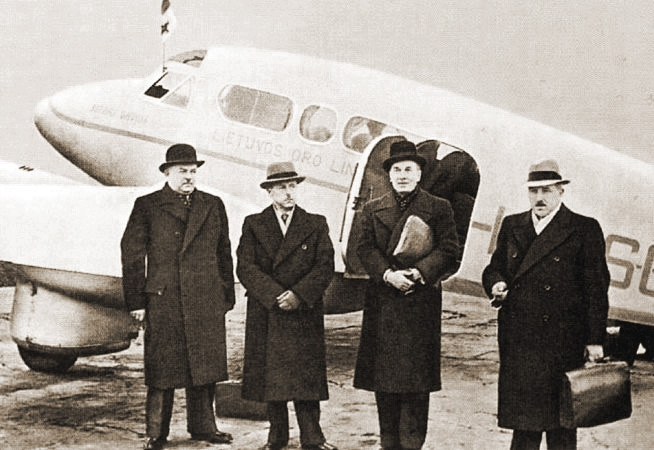
Литовська делегація до Москви (Раштікіс другий ліворуч)

У березні 1940 року, після закінчення Радянсько-фінської війни, СРСР значно посилив політичний тиск на Литву. Раштікіса запросили повернутися до армії, проте він 7 червня лише погодився очолити військову академію. Вже через тиждень його покликали на надзвичайне урядове засідання для обговорення Радянського ультиматуму Литві. На засідання військовик висловив думку, що починати збройне протистояння, в той час як радянські війська вже присутні в країні, неможливо. Згідно з вимогами СРСР про формування нового прорадянського уряду, кандидатура Раштікіса була висунута на посаду прем'єр-міністра, проте була відхилена в Москві.
Після окупації Литви Радянським Союзом у 1940 році Стасіс Раштікіс виконував обов'язки командира 29-го стрілецького корпусу. Лише 20 грудня 1940 року йому дали дозвіл піти у відставку. Під загрозою арешту 19 березня 1941 він емігрував до Німеччини і оселився у Берліні.

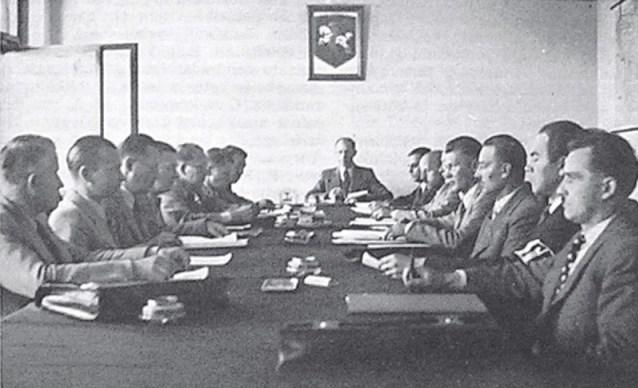
Раштікіс (шостий праворуч) на засіданні Тимчасового уряду Литви у червні 1941 року.

Після нападу Третього Рейху на СРСР 22 червня 1941 року колишній головнокомандувач повернувся до Литви, де був одним з організаторів антирадянського повстання, що спалахнуло у перші дні війни, та став міністром оборони у Тимчасовому уряді Литви, метою якого було відновлення незалежності країни. Пізніше працював у військовому музеї Каунаса. У 1944 році виїхав до Німеччини, де працював на фабриці в Регенсбурзі, а пізніше — в офісі енергетичної компанії. Опинився в американській зоні окупації Німеччини. У травні 1946 року його як і інших литовців перемістили до табору у Шайнфельді. У травні 1949-го Раштікіс разом з дружиною емігрував до США.
У Сполучених Штатах Стасіс Раштікіс отримав роботу на фабриці і став активістом різноманітних організацій литовців Америки. Він читав лекції, писав статті у литовських виданнях, брав участь у різних подіях. У квітні 1951 року він отримав посаду викладача у Сиракузькому університеті, де став викладати російську мову для майбутніх військових авіаторів. З 1952 по 1953 рік Раштікіс був членом Верховного комітету визволення Литви і проживав у Лондоні та Ройтлінгені. Пізніше зайнявся написанням спогадів. Помер Стасіс Раштікіс внаслідок інфаркту міокарда у 1985 році у Лос-Анджелесі. Його останки та останки його дружини були повернені до Литви у 1993 році і перепоховані на Петрашунському цвинтарі.